# 王文企
王文企（？—17世紀），字仲安，徽州府歙縣人，湖廣江陵縣籍，明朝、南明政治人物。

## 生平
王文企是天啟元年（1621年）湖廣鄉試舉人，到崇禎元年（1628年）成進士，擔任吏科給事中。淮揚、山東等地發生饑荒，他上陳賦稅繁重，令人民有怨言，被貶謫為南京國子監典籍，遷任大理左寺副。
弘光年間，王文企改任太僕丞、大理少卿；隆武帝同時召用他和周廷鑨、徐開禧、郭之祥、姚宗衡、嚴似祖、何九雲、張之奇、孟應春，任命他為詹事掌管翰林院；福京失守後不再出仕。

## 引用
1. 1 2  錢海岳《南明史·卷四十四·列傳第二十》：文企，字子及，歙縣人。崇禎元年進士。官吏科給事中。淮揚、山東饑，力言賦重民怨。謫南京國子典籍，遷大理左寺副。
2. ↑  道光《歙縣志·卷七·選舉志》：天啟元年辛酉鄉試 王文企 王干人，江陵籍。戊辰進士，見忠節
3. ↑  錢海岳《南明史·卷四十四·列傳第二十》：紹宗即位，（周廷鑨）與王文企、徐開禧、郭之祥、姚宗衡、嚴似祖、何九雲、張之奇、孟應春同召。……弘光時，轉太僕丞、大理少卿。紹宗召詹事，掌翰林院。福京亡，不仕。